# ロキ (曲)
『ロキ』は、日本のボカロP・みきとPが2018年に発表したボーカロイド曲である。使用VOCALOIDは鏡音リン。

## 概要
2018年2月27日にニコニコ動画とYouTubeに投稿された。動画内のイラストは、ろこるが手がけた。2022年1月現在、YouTube上での再生数は7500万回以上、ニコニコ動画上での再生数は1000万回以上となっている（2024年2月3日22時ごろに神話入り）。
曲のタイトルとなっている「ロキ」は北欧神話に登場する神の一人ではなく、ロキノン系のことを指している。楽曲内では鏡音リンの音声とともにみきとP自身の声も重ねられており、みきとPにとっては自身初の鏡音リンとのデュエット曲となる。
みきとPはインタビューで、ボカロシーンの潮流としては『ロキ』の登場以降、ボーカロイド曲に人間が出てくることに抵抗を示す人がなくなっていったと話している。
2022年からメディアミックスされている。

## 評価

### ランキング
JOYSOUNDによる2019年カラオケ年間ランキングにおいて、総合ランキング22位にランクインした。また、VOCALOIDカテゴリでは2年連続で『シャルル』に次ぐ2位にランクインした。

### 他者からの評価
歌詞サイトのUtaTenでは、『ロキ』は「四つ打ちダンスロック」を主軸とした中毒性の高い曲調を特徴とし、平成最後の年を代表する曲といっても良いレベルだとしている。

## 収録
- アルバム『DAISAN WAVE』（2018年11月18日）[12]
- 『EXIT TUNES PRESENTS Vocalodelight feat. 初音ミク』（2021年12月15日）[13]

## 派生作品
著者：総夜ムカイ、イラスト：GAS（ろこる）、原作・監修：みきとPによる小説版が発売された。漫画化の決定が発表されている。
- 総夜ムカイ（著）、みきとP（原作・監修）、GAS（イラスト）『ロキ THE CURSED SONG』KADOKAWA〈MF文庫J〉、既刊3巻（2023年7月25日現在）
  1. 2022年9月22日発売、ISBN 978-4-04-681832-4
  2. 2023年1月25日発売、ISBN 978-4-04-682106-5
  3. 2023年7月25日発売、ISBN 978-4-04-682662-6

## 関連リンク
- 初音ミク -Project DIVA-シリーズ（セガゲームス/セガ・インタラクティブ）
- プロジェクトセカイ カラフルステージ! feat. 初音ミク